# Ard în flăcări
„Ard în flăcări” este un cântec al interpretei moldovence Anna Lesko. Compoziția a fost produsă de Marius Moga și inclusă pe albumul de debut al solistei, Flăcări. Piesa reprezintă și primul extras pe single din cariera artistei, activând slab în ierarhiile de specialitate din România.

## Informații generale
În anul 2000, Lesko a decis să se concentreze pe o serie de proiecte muzicale, în acest scop a început să participe la concerte cu formația Direcția 5, alături de care a susținut recitaluri timp de aproximativ un an. Ulterior, în anul 2002 a luat startul promovarea cântecului „Ard în flăcări”. Acesta posedă un ritm dinamic, influențe slave și un grup de versuri în limba rusă. Înregistrarea, compusă de producătorul muzical Marius Moga, a beneficiat de un videoclip — filmat în prezența regizoarei Andreea Păduraru — și de o campanie de promovare adiacentă. Pentru scurtmetrajul realizat s-au folosit peste trei tone de sare, pe post de nisip, pentru a reda aspectul de planetă. Păduraru s-a declarat mulțumită de colaborarea cu Lesko, afirmând totodată faptul că aceasta posedă „calități actoricești”. Grație difuzărilor primite din partea posturilor de radio din România, compoziția a intrat în ierarhia națională Romanian Top 100 la finele aceluiași an, reușind să se poziționeze pe trepta cu numărul optzeci și doi. În ciuda prezenței slabe înregistrare în clasamentul românesc, „Ard în flăcări” a devenit unul dintre cele mai cunoscute cântece din întreaga carieră a interpretei. Videoclipul a fost inclus pe albumul video lansat de Lesko în anul 2006, Anna Lesko Video Collection.

## Clasamente
| Țară (clasament)           | Poziția maximă | Referință |
| -------------------------- | -------------- | --------- |
| România (Romanian Top 100) | 82             | [ 3 ]     |